# HHH (grup de música)
HHH (Harina de Huesos Humanos) fou un grup de música hardcore punk de Banyoles format al 1985 i dissolt al 1993. Els seus membres eren Àlex Montiel (baix i veu), Marc (guitarra) i Koki (bateria), germà del Marc. Practicaven un hardcore summament accelerat, al principi amb influències del D-beat escandinau, però després cada vegada amb més tendència al thrash i thrashcore. Van ser un dels grups més importants del hardcore peninsular dels anys 1980 i començaments dels anys 1990, amb reputació internacional.
El trio musical es va canviar de forma de diversos grups paral·lels, en els quals ells mateixos presentaven projectes alternatius al hardcore d'HHH: en primer lloc, Overthhhrow, creat a finals de la dècada de 1980 per donar curs a les tendències més thrash i crossover del grup, i més tard Rouse (1991-1993), creat amb vistes a fer cançons de hardcore melòdic.